# Дандридж (город)
Да́ндридж (англ. Dandridge) — небольшой город (town) в штате Теннесси, США. Административный центр округа Джефферсон. Население — 3202 человека по оценке 2019 года (133-й по количеству жителей город штата). Второй по времени основания город Теннесси после Джонсборо.

## История

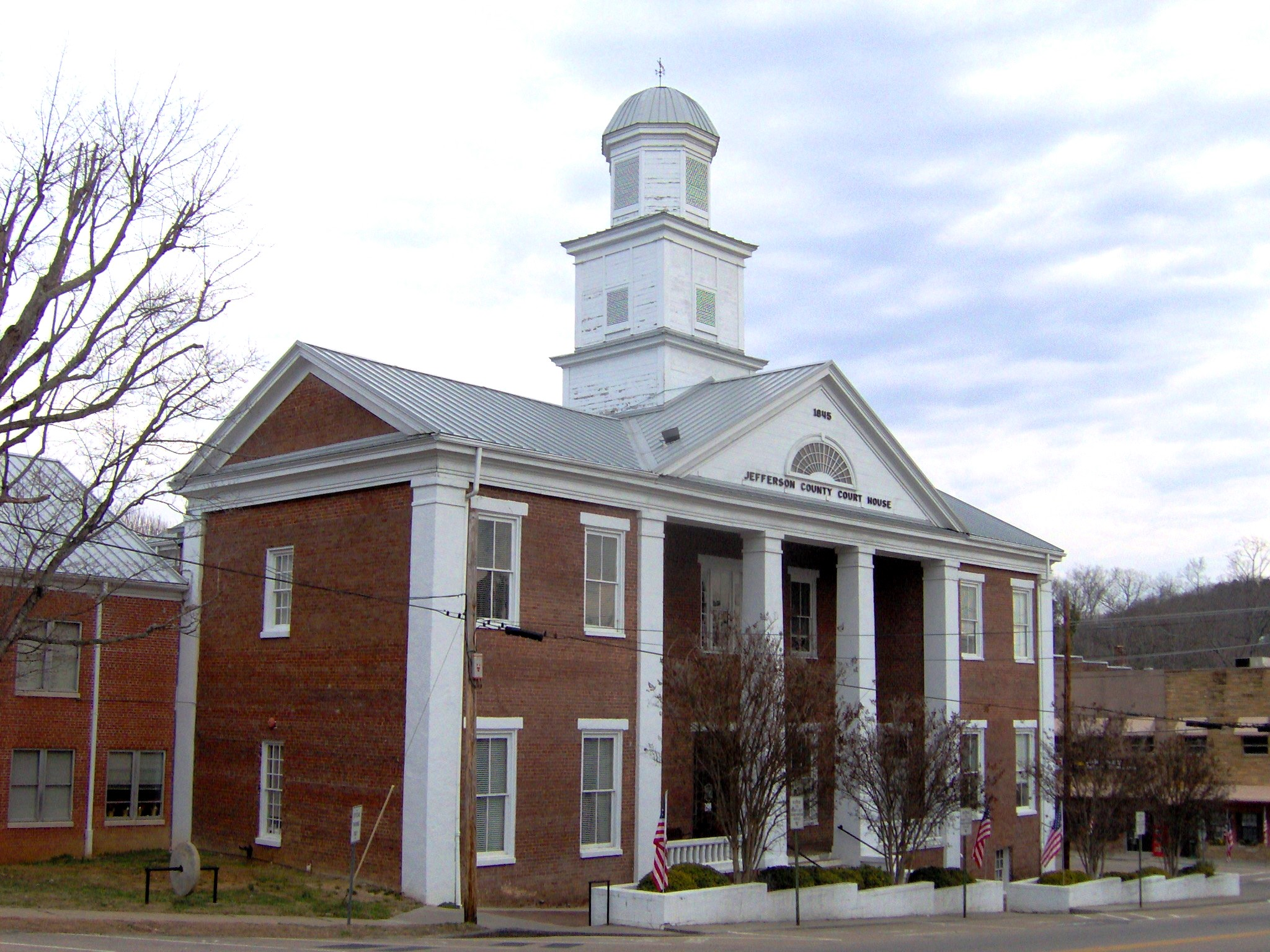
Историческое здание окружного суда 1845 года

Первые европейские поселенцы появились на территории современного Дандриджа в 1783 году. В 1792 году был образован округ Джефферсон, административным центром которого стал город Дандридж, названный по девичьей фамилии первой леди США, Марты Вашингтон. К 1845 году в стремительно разраставшемся городе был построен окружной суд.
Около 1856 года была проведена железнодорожная линия, связывающая Виргинию с более западным городом Ноксвиллом, чем экономике Дандриджа был нанесён определённый ущерб.
Жители восточного Теннесси, в частности округа Джефферсон и Дандриджа, в отличие от остальной части штата, являлись в большинстве своём сторонниками отмены рабства. После неудачной попытки создания отдельного штата в 1861 году они стали присоединяться к армии Севера.
В 1942 году по личному декрету президента Франклина Рузвельта был сооружён ров, целью создания которого было спасение старого города от затопления водохранилищем Дуглас вследствие строительства плотины на Френч-Броде.
В 1973 году исторический центр города, а именно здание окружного суда и ещё 20 домов, был внесён в Национальный реестр исторических мест (код — 73001792).

## Транспорт
Дандридж расположен на пересечении магистралей штата Теннесси SR 92 и SR 139. Севернее города проходит межштатная магистраль I-40, одна из самых длинных магистралей США. К северо-востоку от Дандриджа, на пересечении с I-40, располагается южный конец магистрали I-81, соединяющей Теннесси с Нью-Йорком и Канадой.

## Демография
Согласно данным переписи населения 2010 года, в Дандридже проживало 2812 человек. В 2000 году этот показатель составлял 2145 человек.
Расовый состав жителей города в 2010 году распределился следующим образом: представителей белой расы 92,24 %, афроамериканцев 4,30 %, азиатов 0,64 %, представителей двух и более рас 0,85 %, латиноамериканцев любой расы 1,46 %.